# Erik Winnberg
Johan Erik Winnberg (ur. 22 czerwca 1895 we Frösön, zm. 5 maja 1981 tamże) – szwedzki biegacz narciarski, reprezentant klubu Östersunds SK, uczestnik Zimowych Igrzysk Olimpijskich 1924.
W biegu olimpijskim na 18 kilometrów stylem klasycznym w Chamonix zajął dziesiątą pozycję ze stratą 5 minut i 58 sekund do zwycięzcy – Thorleifa Hauga.

## Osiągnięcia

### Igrzyska olimpijskie
| Igrzyska       | Data          | Konkurencja                      | Czas      | Miejsce | Strata | Zwycięzca     | Źródło |
| -------------- | ------------- | -------------------------------- | --------- | ------- | ------ | ------------- | ------ |
| 1924, Chamonix | 2 lutego 1924 | bieg na 18 km techniką klasyczną | 1:20:29,4 | 10.     | 5:58,0 | Thorleif Haug | [ 2 ]  |